# Al-Jazira Club (Amman)
L'Al-Jazira Club (in arabo نادي الجزيرة‎?, "Club L'isola") è una società calcistica giordana di Amman.
L'Al-Jazira fu fondato nel 1947 e disputa le gare casalinghe allo stadio Petra di Amman. Negli anni cinquanta del XX secolo ha vinto 3 campionati nazionali. Vanta anche 2 vittorie nella Coppa di Giordania, una nella Supercoppa di Giordania e 2 nella Coppe della Federazione giordana.

## Storia

### Rosa
| N. |                      | Ruolo | Calciatore          |
| -- | -------------------- | ----- | ------------------- |
| 1  | Giordania (bandiera) | P     | Ahmed Abdel-Sattar  |
| 2  | Giordania (bandiera) | D     | Jaber Khattab       |
| 3  | Giordania (bandiera) | D     | Mohannad Khairullah |
| 4  | Giordania (bandiera) | D     | Zaid Jaber          |
| 5  | Giordania (bandiera) | D     | Yazan Abu Arab      |
| 7  | Giordania (bandiera) | A     | Mahmoud Za'tara     |
| 8  | Giordania (bandiera) | C     | Nour Al-Rawabdeh    |
| 9  | Giordania (bandiera) | C     | Ahmed Al-Essawi     |
| 11 | Giordania (bandiera) | C     | Mahmoud Al-Mardi    |
| 12 | Giordania (bandiera) | C     | Waleed Ibrahim      |
| 13 | Giordania (bandiera) | C     | Mohammad Tannous    |
| 14 | Giordania (bandiera) | D     | Fadi Al-Natour      |
| 15 | Giordania (bandiera) | C     | Suliman Abu Zema    |

| N. |                      | Ruolo | Calciatore        |
| -- | -------------------- | ----- | ----------------- |
| 16 | Giordania (bandiera) | D     | Feras Shelbaieh   |
| 17 | Giordania (bandiera) | D     | Omar Al Manasrah  |
| 18 | Giordania (bandiera) | C     | Suliman Abuzema   |
| 19 | Giordania (bandiera) | A     | Abdullah Al-Attar |
| 20 | Siria (bandiera)     | A     | Mardik Mardikian  |
| 22 | Giordania (bandiera) | P     | Nour Bani Attiah  |
| 29 | Giordania (bandiera) | C     | Islam Batran      |
| 30 | Giordania (bandiera) | A     | Ali Alwan         |
| 70 | Siria (bandiera)     | D     | Moayad Ajan       |
| 77 | Siria (bandiera)     | A     | Mohamad Awata     |
| 90 | Siria (bandiera)     | A     | Wael Al Rifai     |
| 91 | Giordania (bandiera) | C     | Ahmed Samir       |

## Palmarès

### Competizioni nazionali
- Campionato giordano: 3

1952, 1955, 1956
- Coppa di Giordania: 2

1964, 2018
- Supercoppa di Giordania: 1

1985
- Coppa della Federazione giordana: 2

1981-1982, 1986-1987

### Altri piazzamenti
- Supercoppa di Giordania:

Secondo posto: 2017, 2018, 2020, 2021
- Coppa dell'AFC:

Semifinalista: 2018
Finale zonale: 2019